# Lekkoatletyka na Letnich Igrzyskach Olimpijskich 1924 – rzut młotem mężczyzn
Rzut młotem  mężczyzn – był jedną z konkurencji lekkoatletycznych rozgrywanych podczas igrzysk olimpijskich w Paryżu. Zawody odbyły się w dniu 10 lipca 1924 roku na Stade olympique Yves-du-Manoir. Wystartowało 15 zawodników z 10 krajów.

## Rekordy
Tabela uwzględnia rekordy uzyskane przed rozpoczęciem rywalizacji.
|                   | Zawodnik     | Wynik | Miejsce   | Data             |
| ----------------- | ------------ | ----- | --------- | ---------------- |
| Rekord świata     | Patrick Ryan | 57,77 | Nowy Jork | 17 sierpnia 1913 |
| Rekord olimpijski | Matt McGrath | 54,74 | Sztokholm | 14 lipca 1912    |

## Wyniki

### Eliminacje
Do finału awansowało sześciu zawodników z najlepszymi rezultatami.
| Pozycja | Zawodnik        | Wynik  | Uwagi |
| ------- | --------------- | ------ | ----- |
| 1.      | Fred Tootell    | 50,60  | Q     |
| 2.      | Malcolm Nokes   | 48,875 | Q     |
| 3.      | Erik Eriksson   | 47,975 | Q     |
| 4.      | Matt McGrath    | 47,075 | Q     |
| 5.      | Ossian Skiöld   | 45,075 | Q     |
| 6.      | James McEachern | 44,935 | Q     |
| 7.      | Carl Johan Lind | 44,785 |       |
| 8.      | John Murdoch    | 42,48  |       |
| 9.      | Jack Merchant   | 41,455 |       |
| 10.     | Robert Saint-Pé | 36,27  |       |
| 11.     | Karl Jensen     | 36,265 |       |
| 12.     | Pierre Zaïdin   | 36,155 |       |
| 13.     | Camillo Zemi    | 35,00  |       |
| 14.     | Octávio Zani    | 33,895 |       |
| -       | Henk Kamerbeek  | NM     |       |

### Finał
| Pozycja | Zawodnik        | Wynik  |
| ------- | --------------- | ------ |
| 1.      | Fred Tootell    | 53,295 |
| 2.      | Matt McGrath    | 50,84  |
| 3.      | Malcolm Nokes   | 48,875 |
| 4.      | Erik Eriksson   | 48,74  |
| 5.      | Ossian Skiöld   | 45,285 |
| 6.      | James McEachern | 45,225 |